# Flying Blue
Flying Blue is het frequentflyerprogramma van KLM en Air France. Toen KLM en Air France in 2005 fuseerden werden op 6 juni 2005 hun frequentflyerprogramma's (Fréquence Plus en Flying Dutchman) samengevoegd tot het nieuwe spaarprogramma. De meeste maatschappijen binnen de Air France-KLM-familie volgden meteen. Zo ook Kenya Airways waarin KLM aandeelhouder is. Op 15 juni 2007 werd Air Europa aan het programma toegevoegd. Later zijn hier Aircalin en Tarom aan toegevoegd. Op 15 juni 2023 stapte Kenya Airways uit Flying Blue en lanceerde een eigen loyaliteitsprogramma onder de naam Asante Rewards.
Het programma heeft in Nederland meer dan 2 miljoen leden.
Naarmate men meer vliegt kan men binnen het programma een hogere status krijgen. Het begint met Flying Blue Explorer, daarna Silver, daarna Gold en als laatst Platinum. Zie ook onder het kopje Structuur.

## Luchtvaartpartners van Flying Blue

### SkyTeamleden
| Luchtvaartmaatschappij | Frequentflyerprogramma | Miles sparen | Miles besteden | Miles converteren |
| ---------------------- | ---------------------- | ------------ | -------------- | ----------------- |
| Aeroflot               | Aeroflot Bonus         | x            | x              |                   |
| Aerolíneas Argentinas  | Aerolineas Plus        | x            | x              |                   |
| Aeroméxico             | Club Premier           | x            | x              |                   |
| Air Europa             | Suma                   | x            | x              |                   |
| Air France             | Flying Blue            | x            | x              |                   |
| China Airlines         | Dynasty Flyer          | x            | x              |                   |
| China Eastern Airlines | Eastern Miles          | x            | x              |                   |
| Delta Air Lines        | SkyMiles               | x            | x              |                   |
| Garuda Indonesia       | GarudaMiles            | x            | x              |                   |
| Kenya Airways          | Asante Rewards         | x            | x              |                   |
| KLM                    | Flying Blue            | x            | x              |                   |
| Korean Air             | SKYPASS                | x            | x              |                   |
| Middle East Airlines   | Cedar Miles            | x            | x              |                   |
| Saudia                 | Al-Fursan              | x            | x              |                   |
| Scandinavian Airlines  | EuroBonus              | x            | x              |                   |
| TAROM                  | Flying Blue            | x            | x              |                   |
| Vietnam Airlines       | Lotusmiles             | x            | x              |                   |
| Virgin Atlantic        | Flying Club            | x            | x              |                   |
| Xiamen Air             | Egret Miles            | x            | x              |                   |

### Overige luchtvaartpartners
| Luchtvaartmaatschappij            | Frequentflyerprogramma | Miles sparen | Miles besteden | Miles converteren |
| --------------------------------- | ---------------------- | ------------ | -------------- | ----------------- |
| Air Corsica                       | Flying Blue            | x            | x              |                   |
| Air Mauritius                     | Kestrelflyer           | x            | x              |                   |
| Aircalin                          | Flying Blue            | x            | x              |                   |
| Bangkok Airways                   | Flyer Bonus            |              | x              |                   |
| ChalAir Aviation                  | FlyingBlue             | x            | x              |                   |
| China Southern Airlines           | Sky Pearl Club         | x            | x              |                   |
| Copa Airlines (lid Star Alliance) | Connect Miles          | x            | x              |                   |
| Gol Transportes Aéreos            | Smiles                 | x            | x              |                   |
| Japan Airlines (lid oneworld)     | JAL Mileage Bank       | x            | x              |                   |
| Malaysia Airlines                 | Enrich                 | x            | x              |                   |
| Qantas (lid oneworld)             | Qantas Frequent Flyer  | x            | x              |                   |
| TAAG Angola Airlines              | Umbi Umbi              | x            |                |                   |
| Transavia                         | Flying Blue            | x            | x              |                   |
| Twin Jet                          | Flying Blue            | x            | x              |                   |
| WestJet                           | WestJet Rewards        | x            | x              |                   |

## Structuur
Leden van het Flying Blue programma konden tot 1 april 2018 "level miles" en "award miles" verdienen. Na deze datum verdienen leden zogenaamde 'Experience Points'.

### Level en award miles
Flying Blue kent vier levels – Explorer (Basis level), Silver (SkyTeam Elite level), Gold (SkyTeam Elite Plus level) en Platinum (SkyTeam Elite Plus level). Experience Points worden verdiend door het nemen van een vlucht met een AF- of KL-code (dit is inclusief codeshares die niet door SkyTeam-leden worden uitgevoerd, hoewel voor het krijgen van deze miles vaak schriftelijk gereclameerd moet worden) of vluchten uitgevoerd door een lid van Skyteam onder de code van welk Skyteam-lid dan ook, of vluchten uitgevoerd door Kenya Airways.
Voor het toekennen van Experience Points wordt gekeken naar de reisklasse en de afstand van de bestemming. Dit is opgedeeld in verschillende regio's waarbij men met een business of first class ticket meer krijgt dan een passagier in economy class.
|                 | Domestic | Medium | Long 1 | Long 2 | Long 3 |
| --------------- | -------- | ------ | ------ | ------ | ------ |
| Economy         | 2 XP     | 5 XP   | 8 XP   | 10 XP  | 12 XP  |
| Premium Economy | 4 XP     | 10 XP  | 16 XP  | 20 XP  | 24 XP  |
| Business Class  | 6 XP     | 15 XP  | 24 XP  | 30 XP  | 36 XP  |
| First Class     | 10 XP    | 25 XP  | 40 XP  | 50 XP  | 60 XP  |

Domestic = Binnenlands
Medium = <2.000 mijlen
Long 1 = 2.000 - 3.500 mijlen
Long 2 = 3.500 - 5.000 mijlen
Long 3 = >5.000 mijlen
Award miles kunnen worden verdiend bij het maken van een vlucht en bij verschillende partners zoals hotels, autoverhuurbedrijven, creditcards etc. Met de Flying Blue American Express creditcards worden award miles gespaard.
Award miles kunnen worden gebruikt voor "gratis" vluchten (alleen de brandstoftoeslagen en belastingen moeten worden betaald), kortingen, upgrades, geschenken en donaties. Award miles voor vluchten van AF, KLM, SkyTeam partners en Kenya Airways kunnen eventueel worden verhoogd met een status-afhankelijke bonus van 50% (Silver), 75% (Gold), of 100% (Platinum) voor de elite leden. Vluchten van niet-SkyTeam luchtvaart partners (met uitzondering van Kenya Airways) geven alleen award miles, maar geven geen recht op de elite bonus. Gedetailleerde regels inzake het verdienen van de miles variëren per partner. Award miles kunnen ook worden verdiend door het gebruiken van de diensten van de andere partners van Flying Blue zoals autoverhuur, hotelboekingen en voor de taxfree aankopen aan boord.

### Voordelen
(Elite) leden krijgen ook voordelen na het behalen van hun status.
Explorer (0XP): Spaar 4 mijl per euro, 10 euro korting op ruimbagage en 10% korting op stoelopties
Silver (100XP): Spaar 6 mijl per euro, Voorrang bij het inchecken, bagageafgifte en aan boord gaan, 25% korting op stoelopties, Gratis keuze uit standaardstoelen, Gratis 1 stuk ruimbagage
Gold (180XP): Spaar 7 mijl per euro, Gratis toegang tot SkyTeam lounges (samen met een gast), SkyPriority, 50% korting op stoelopties, Gratis keuze uit standaardstoelen, Gratis 1 stuk ruimbagage
Platinum (300XP): Spaar 8 mijl per euro, Gratis toegang tot SkyTeam lounges (samen met een gast), SkyPriority, Gratis stoelopties, Gratis keuze uit standaardstoelen, Gratis 1 stuk ruimbagage, Platinum Service Lijn.
Na 10 aaneengesloten jaren als platinum lid wordt het lid 'platinum for life'.

### Wijzigingen per 1 april 2018
Op 1 april 2018 wordt er voor de bepaling van de niveaus gewerkt met Experience points. Het aantal te verdienen punten hangt af van de reisafstand en reisklasse. Dit maakt het aantal punten minder afhankelijk van de boekingsklasse, aangeduid met letters, maar meer van de klasse waarvoor betaald wordt.